# 戈爾尼格勒市鎮
戈爾尼格勒市鎮是斯洛文尼亞北部的一個市镇，行政中心为戈爾尼格勒。距離首都盧布爾雅那約55公里，面積90.1平方公里，2002年人口2,595。始建於十二世紀初期，受大陸性氣候影響。

## 外部連結
- 官方网站  （斯洛文尼亚文）
- Gornji Grad on Geopedia （页面存档备份，存于）